# Institution Mongazon
 (février 2016).
Si vous disposez d'ouvrages ou d'articles de référence ou si vous connaissez des sites web de qualité traitant du thème abordé ici, merci de compléter l'article en donnant les références utiles à sa vérifiabilité et en les liant à la section « Notes et références ».
L'Institution Mongazon est un établissement d'enseignement privé sous contrat d'Angers de l'Académie de Nantes. Il dépend de la Direction diocésaine de l'Enseignement catholique du Maine-et-Loire. L'établissement comprend un collège, un lycée, ainsi que des classes préparatoires aux grandes écoles et des formations du secteur de la santé et du social (BTS). Il fut créé par l'abbé Urbain Loir Mongazon en 1833. En 2015 a lieu l'inauguration de nouveaux locaux. L'établissement dispose d'un internat.
Il a été également transformé en hôpital militaire durant les deux Guerres Mondiales.
L'établissement est labellisé « Lycée des métiers », école associée de l'UNESCO et est membre du programme Erasmus+.

## Anciens élèves
- Jean-Paul Proust (1940-2010), haut fonctionnaire français, ayant notamment exercé les fonctions de préfet de police de Paris puis ministre d'État de la Principauté de Monaco.
- Jean Foyer (1921-2008), Garde des Sceaux, ministre de la Justice de 1962 à 1967, puis Ministre de la Santé publique de 1972 à 1973, député du Maine-et-Loire de 1959 à 1988. Le CDI porte son nom.
- François Gourdon (1968-), évêque catholique de Saint-Dié (Vosges).

## Monuments historiques
L'établissement abrite une chapelle inscrite aux Monuments historiques édifiée en 1835. Une sculpture de David d'Angers orne la chapelle et représente le fondateur, Urbain Loir Mongazon. Elle permettait le déroulement des offices liturgiques lorsque l'établissement était encore un petit séminaire (1835-1962) et accueille aujourd'hui une messe hebdomadaire.
L'orgue est de style romantique et provient du facteur Louis Bonn. Il fut construit vers 1860. Il a été déplacé entre 1912 et 1926 à l’église Saint-Jacques d’Angers, puis restauré en 1984 par le facteur Debierre (qui réalisa également la console). Il est de transmission mécanique et accordé au La 440.

### Composition
| I - Grand Orgue  |
| Bourdon 16'      |
| Montre 8'        |
| Bourdon 8'       |
| Flûte de Bonn 8' |
| Prestant 4'      |
| Nazard 3'        |
| Plein-jeu III    |
| Trompette 8'     |
| Clairon 4'       |

| II - Récit expressif |
| Quintaton 8'         |
| Cor de nuit 8'       |
| Gambe 8'             |
| Voix céleste 8'      |
| Flûte octaviante 4'  |
| Voix humaine 16'     |
| Basson-hautbois 8'   |
| Clochette            |

| Pédale       |
| Soubasse 16' |
| Basse 8'     |
| Bourdon 4'   |